# Línguas mordóvicas
As línguas mordóvicas, também chamadas mordvinas ou mordvinianas (em russo mordovskie yazyki, nome oficial para os dois idiomas ainda falados), são um subgrupo das línguas urálicas que inclui o érzio, a língua moksha e a língua muromiana, extinta na Idade Média.
A língua moshka antigamente era considerada como a única das "Língua Mordóvicas",
Esse pequeno grupo línguístico está hoje ameaçado de extinção. Devido a diferenças entre fonologia, léxico e gramática, as línguas érzia e moksha não são mutualmente inteligíveis, de modo que o russo é usado como língua de integração dos dois grupos étnicos.
As duas línguas mordóvicas também apresentam formas literárias diferentes, criadas em 1922 (érzia) e 1923 (moksha).
As diferenças fonológicas entre o érzio e o moksha são:
- O moksha mantém a distinção entre as vogais /ɛ, e/ enquanto que em érzio, as duas mergiram em /e/.
- Em sílabas átonas, o érzio apresenta harmonia vocálica como com outras línguas urálicas, usando [e] em palavras como vogais frontais  e [o] em caso de vogais posteriores. O moksha tem um simples  schwa [ə] nesses locais.
- No início de palavras, o érzio apresenta a africada pós-alveolar /tʃ/ que corresponde à fricativa /ʃ/ do moksha.
- Junto a consoantes surdas, as consoantes “líquidas” /r, rʲ, l, lʲ/ e a semi-vogal /j/ são desvozeadas em moksha: [r̥ r̥ʲ l̥ l̥ʲ ȷ̊].